# Vlag van Katanga

Vlag van Katanga

De vlag van Katanga had tussen 1960 en 1963 de status van nationale vlag van de Republiek Katanga, dat toen de facto onafhankelijk was van Congo. Tot 2015 wordt deze vlag gebruikt door de provincie Katanga, hoewel deze vlag geen officiële status had.
De vlag werd ontworpen door Louis Dressen en moet het toenmalige Katangese motto verbeelden: Force, espoir et Paix dans la Prosperite ("Kracht, hoop en vrede in welvaart"). Het rood staat voor kracht, het groen voor hoop, het wit voor vrede en de kruizen (gegoten ijzeren kruizen werden ooit gebruikt als geld in dit land) voor welvaart.
Biafra · Goosen · Graaff-Reinet · Britse Kaapkolonie · Katanga · Klein Vrystaat · Republiek Kliprivier · Republiek Lydenburg · Natal · Republiek Natalia · Nieuwe Republiek · Oranje Vrijstaat · Oranjerivierkolonie · Oost-Griekwaland · Ottomaanse Rijk · Rif-Republiek · Republiek Stellaland · Swellendam · Tanganyika · Transvaalkolonie · Republiek Utrecht · Verenigde Staten van Stellaland · Zaïre · Zuid-Afrikaansche Republiek · Zuid-Afrika (1928-1994) · Mijnstaat Zuid-Kasaï